# Desierto de Muyunkum
El Desierto de Moiynkum (en kazajo: Мойынқұм, Moiynqūm), es un desierto en las regiones de Turquestán y de Zhambyl del sur de Kazajistán.
Entre los tipos de plantas comunes en el desierto se encuentran saksaul, milkvetch, artemisa y sedge. La Reserva Natural del Estado de Andasay es un 1 000 000 hectáreas (2 471 051,6 acre) área protegida que se estableció en 1966.

## Geografía
El desierto de Moiynkum está limitado por el río Chu al norte y al este y las Karatau y la Kyrgyz Ala-Too al sur y al sureste. Su altitud oscila entre 300 metros (328,1 yd) en el sector norte y 700 metros (765,5 yd) en el sureste. El río Chu fluye por el borde norte del desierto, con los lagos Kokuydynkol y Zhalanash cerca del lado izquierdo de su cauce. En años húmedos puede alcanzar el lago salado sin desagüe Akzhaykyn en la Depresión de Ashchykol, en el extremo occidental del desierto. En la zona sur se encuentra el grupo de lagos Akzhar.

## Clima
El clima del desierto es continental. Las temperaturas descienden hasta −40 grados Celsius (−40 °F) en enero y suben hasta alrededor de 50 grados Celsius (120 °F) en julio.

## Minería
Se sabe que el desierto alberga yacimientos de uranio, con la mina South Inkai de Uranium One y el proyecto de uranio Inkai de Cameco. Las minas de uranio de Tortkuduk y Moiynkum son explotadas por la empresa Franco-Kazajistán KATCO.